# Obies
Obies est une commune française située dans le département du Nord, en région Hauts-de-France.

## Géographie

### Communes limitrophes
| Bermeries | Bavay      |             |
|           | Obies      | Mecquignies |
|           | Locquignol |             |

### Hydrographie

#### Réseau hydrographique
La commune est située dans le bassin Artois-Picardie. Elle est drainée par le ruisseau de Bavay, le ruisseau de la Censé d'Obies, le ruisseau de Maladrerie et divers autres petits cours d'eau,.
Le ruisseau de Bavay, d'une longueur de 14 km, prend sa source dans la commune de Locquignol et se jette  dans 0 à L'Abergement-Clémenciat, après avoir traversé huit communes. 

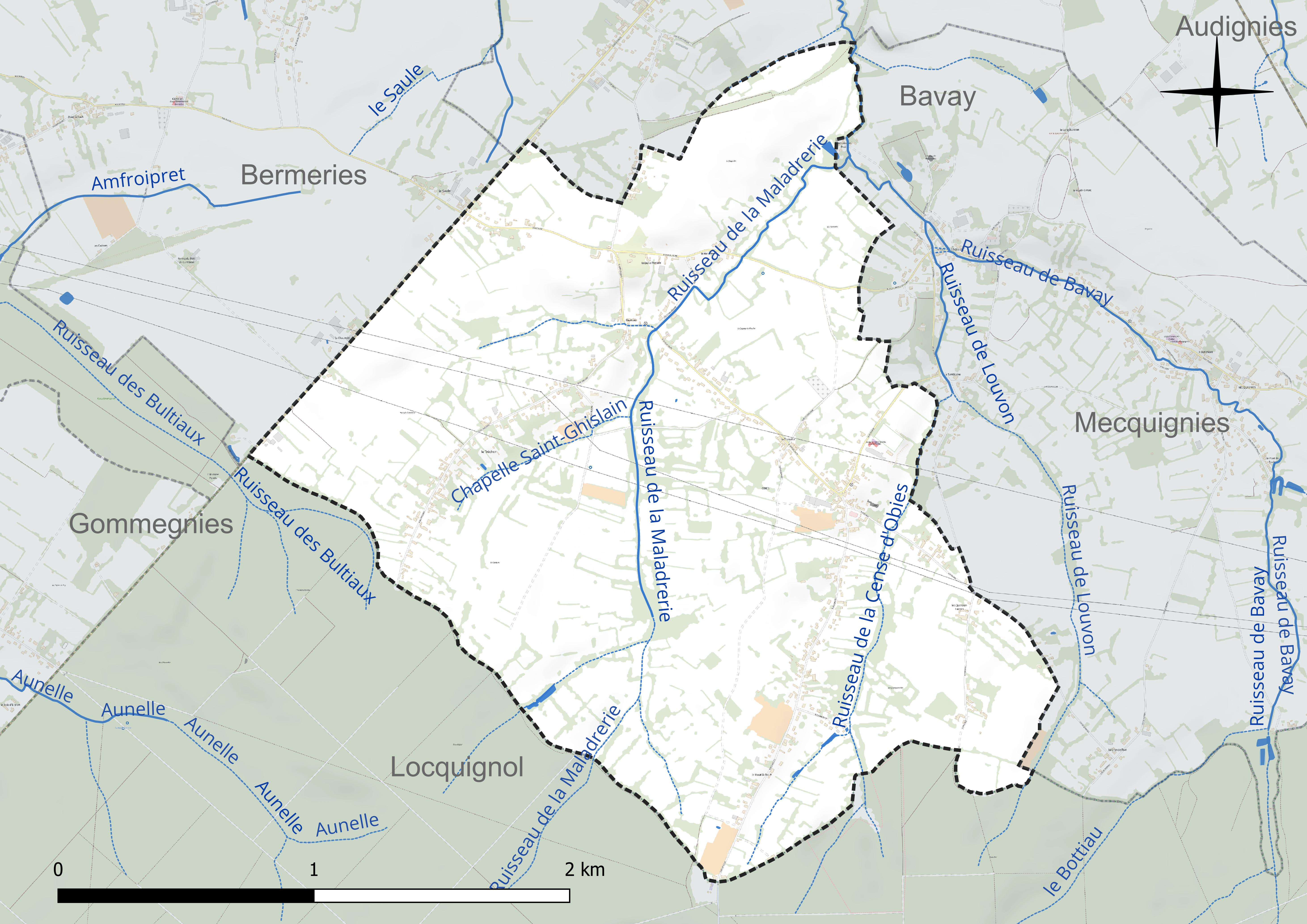
Réseau hydrographique d'Obies.

#### Gestion et qualité des eaux
Le territoire communal est couvert par le schéma d'aménagement et de gestion des eaux (SAGE) « Escaut ». Ce document de planification concerne un territoire de 2 005 km2 de superficie, délimité par le bassin versant de l'Escaut. Le périmètre a été arrêté le 9 juin 2006 et le SAGE proprement dit a été approuvé le 13 juillet 2021. La structure porteuse de l'élaboration et de la mise en œuvre est le syndicat mixte Escaut et Affluents (SyMEA). 
La qualité des cours d'eau peut être consultée sur un site dédié géré par les agences de l'eau et l'Agence française pour la biodiversité. 

### Climat
Pour des articles plus généraux, voir Climat des Hauts-de-France et Climat du Nord.
En 2010, le climat de la commune est de type climat des marges montargnardes, selon une étude du CNRS s'appuyant sur une série de données couvrant la période 1971-2000. En 2020, Météo-France publie une typologie des climats de la France métropolitaine dans laquelle la commune est exposée à un climat océanique altéré et est dans la région climatique  Nord-est du bassin Parisien, caractérisée par un ensoleillement médiocre, une pluviométrie moyenne régulièrement répartie au cours de l'année et un hiver froid (3 °C). 
Pour la période 1971-2000, la température annuelle moyenne est de 9,9 °C, avec une amplitude thermique annuelle de 15 °C. Le cumul annuel moyen de précipitations est de 831 mm, avec 12,6 jours de précipitations en janvier et 9,4 jours en juillet. Pour la période 1991-2020, la température moyenne annuelle observée sur la station météorologique la plus proche, située sur la commune de Saint-Hilaire-sur-Helpe à 17 km à vol d'oiseau, est de 10,5 °C et le cumul annuel moyen de précipitations est de 802,4 mm,. Pour l'avenir, les paramètres climatiques de la commune estimés pour 2050 selon différents scénarios d'émission de gaz à effet de serre sont consultables sur un site dédié publié par Météo-France en novembre 2022.

## Urbanisme

### Typologie
Au 1er janvier 2024, Obies est catégorisée commune rurale à habitat dispersé, selon la nouvelle grille communale de densité à sept niveaux définie par l'Insee en 2022.
Elle est située hors unité urbaine. Par ailleurs la commune fait partie de l'aire d'attraction de Maubeuge (partie française), dont elle est une commune de la couronne,. Cette aire, qui regroupe 65 communes, est catégorisée dans les aires de 50 000 à moins de 200 000 habitants,.

### Occupation des sols
L'occupation des sols de la commune, telle qu'elle ressort de la base de données européenne d'occupation biophysique des sols Corine Land Cover (CLC), est marquée par l'importance des territoires agricoles (75,1 % en 2018), en diminution par rapport à 1990 (91,1 %). La répartition détaillée en 2018 est la suivante : 
prairies (62,5 %), zones urbanisées (23,9 %), terres arables (8,1 %), zones agricoles hétérogènes (4,5 %), forêts (1 %). L'évolution de l'occupation des sols de la commune et de ses infrastructures peut être observée sur les différentes représentations cartographiques du territoire : la carte de Cassini (XVIIIe siècle), la carte d'état-major (1820-1866) et les cartes ou photos aériennes de l'IGN pour la période actuelle (1950 à aujourd'hui).

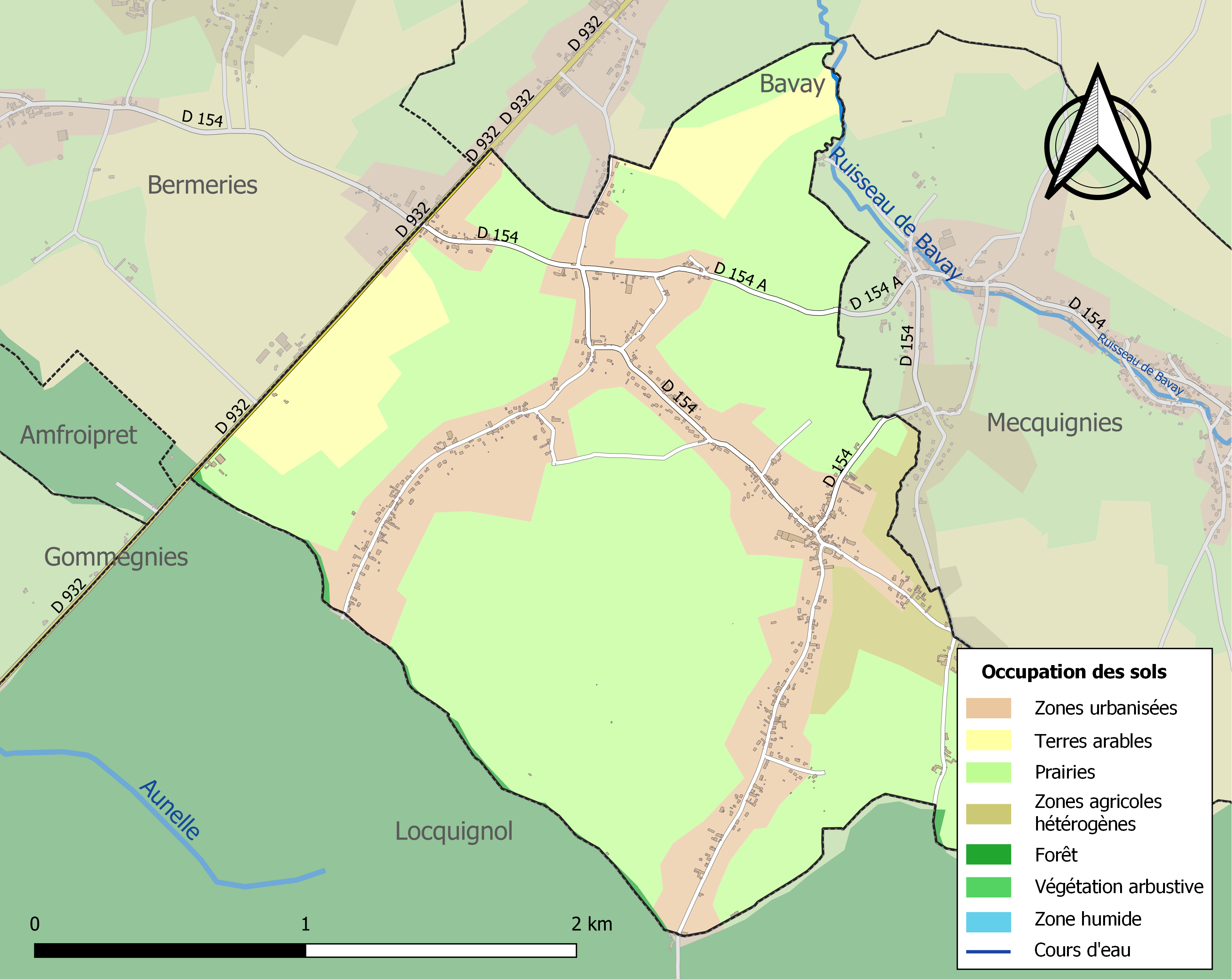
Carte des infrastructures et de l'occupation des sols de la commune en 2018 (CLC).

## Toponymie
Obies (1119), Obiis (1155-67)
D'après M. Gysseling, Obies serait, comme Obaix, d'origine germanique : auþi (« désert ») + baki (« ruisseau »).

## Histoire
(février 2015).
Si vous disposez d'ouvrages ou d'articles de référence ou si vous connaissez des sites web de qualité traitant du thème abordé ici, merci de compléter l'article en donnant les références utiles à sa vérifiabilité et en les liant à la section « Notes et références ».
Les origines du village
La partie la plus ancienne du village est le hameau de Bavisiau. Sainte Aldegonde, par son testament en 646, donne « la moitié des terres du village de Bavaisis avec l'église » au monastère qu'elle venait de fonder à Maubeuge. Le hameau est rattaché à Obies au XIIIe siècle (cartulaire de 1265).
En l'état actuel des recherches, le nom d'Obies est cité pour la première fois dans une donation faite en 1065 par Baudouin Ier, comte de Hainaut, au profit de l'abbaye d'Hasnon (près de Saint-Amand). Cette donation est confirmée par Philippe Ier, roi des Francs. Baudouin cède à l'abbaye « la moitié des terres et lod de l'église d'Obies et Bavisiel » en action de grâce pour sa guérison après une grave maladie.
En fait, l'emprise humaine est plus ancienne. Bavay (Bagacum) capitale des Nerviens, est devenue, à la suite de l'occupation romaine aux premiers siècles, une ville très importante, comme l'attestent les vestiges mis au jour. On peut donc supposer que les environs ont été en partie « colonisés » par les vétérans de l'armée romaine : il était fréquent que ceux-ci reçoivent un lot de terres à l'issue de leurs vingt-cinq années de service aux armées. À l'appui de cette thèse, on peut rappeler qu'au Brai Robot (lisière de la forêt de Mormal entre le Tréchon et la rue des Bailles) ont été retrouvées les traces d'une « villa », habitation romaine avec fermes, salles de bain, hypocaustes. En 1790, aux Bailles d'Obies (lisière de la forêt de Mormal à l'extrémité de la rue des Bailles) furent mis au jour une soixantaine de squelettes ainsi que des médailles en argent et bronze de l'époque de l'empereur Vespasien (69-79) à celle de l'empereur Commode (180-192).
La région était sans doute moins boisée qu'aujourd'hui, mais les invasions barbares, la chute de l'Empire romain d'Occident et l'affaiblissement de l'autorité politique qui s'ensuivit, l'insécurité liée au morcellement féodal, tout cela a facilité la reprise forestière : bois et forêts étaient alors considérés comme « zones frontières », zones de défense certes, mais aussi zones d'infiltrations ennemies. L'histoire d'Obies est jalonnée par ce genre d'incidents.

## Héraldique

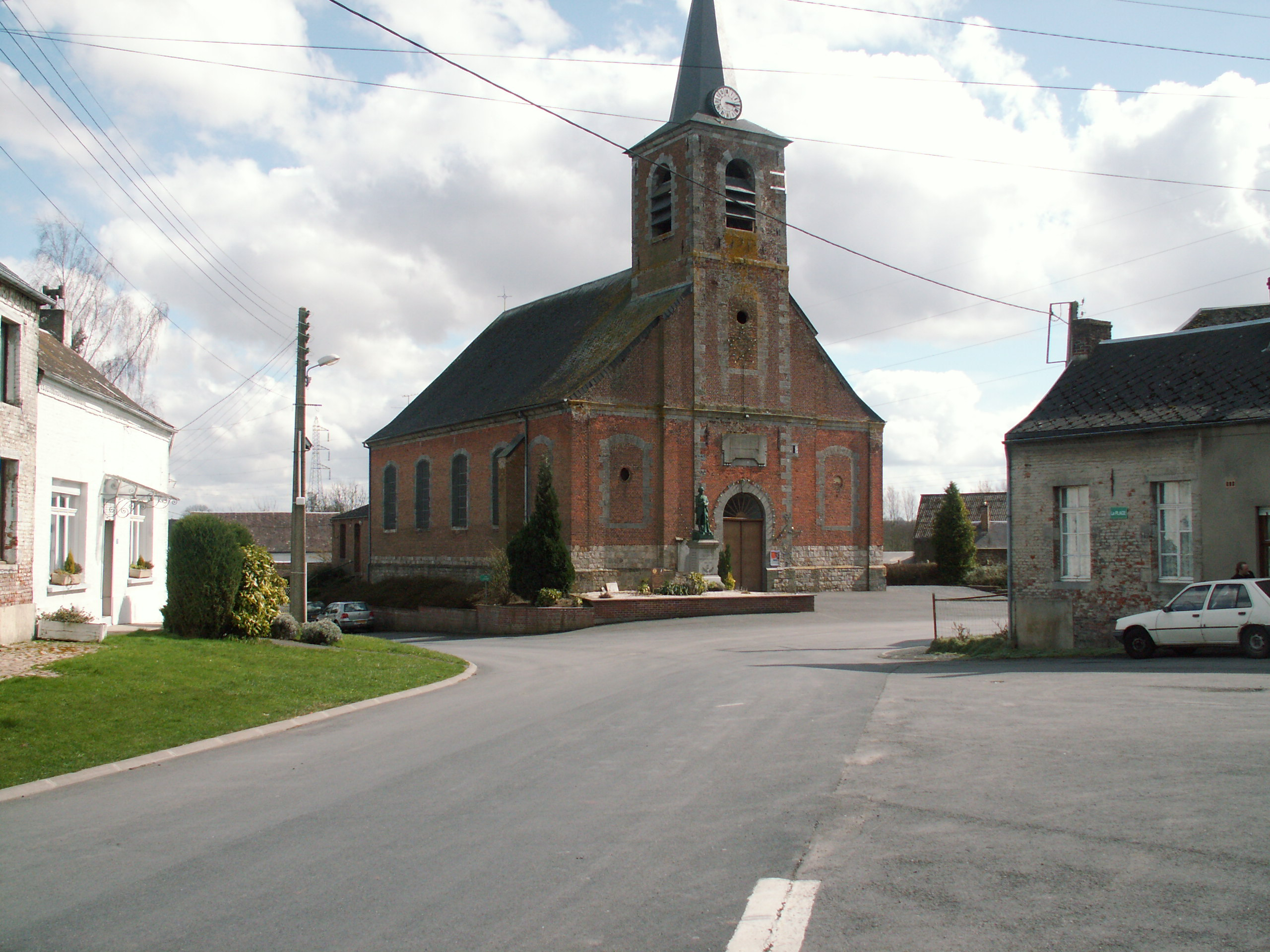
Obies, la place, son église.

|  | Les armes de Obies se blasonnent ainsi : D'or à la croix engrêlée de gueules.[réf. nécessaire] |

## Politique et administration
Maire en 1802-1803 : Étienne Paris.
Maire en 1807 : Delmotte (P).

Maire en 1939 : Lardier.
| Période                                  | Période                     | Identité          | Étiquette | Qualité                        |
| ---------------------------------------- | --------------------------- | ----------------- | --------- | ------------------------------ |
| Les données manquantes sont à compléter. |                             |                   |           |                                |
| 1977                                     | mars 2011                   | Gilbert Langrand  |           | Démissionnaire                 |
| mars 2011                                | En cours (au 10 avril 2014) | Jean-Louis Baudez |           | Réélu pour le mandat 2014-2020 |

## Population et société

### Démographie

#### Évolution démographique
L'évolution du nombre d'habitants est connue à travers les recensements de la population effectués dans la commune depuis 1793. Pour les communes de moins de 10 000 habitants, une enquête de recensement portant sur toute la population est réalisée tous les cinq ans, les populations de référence des années intermédiaires étant quant à elles estimées par interpolation ou extrapolation. Pour la commune, le premier recensement exhaustif entrant dans le cadre du nouveau dispositif a été réalisé en 2008.

En 2022, la commune comptait 655 habitants, en évolution de −7,75 % par rapport à 2016 (Nord : +0,51 %, France hors Mayotte : +2,11 %).
| 1793 | 1800 | 1806 | 1821 | 1831  | 1836  | 1841  | 1846  | 1851  |
| ---- | ---- | ---- | ---- | ----- | ----- | ----- | ----- | ----- |
| 757  | 651  | 995  | 964  | 1 054 | 1 110 | 1 171 | 1 166 | 1 187 |

| 1856  | 1861  | 1866  | 1872  | 1876  | 1881 | 1886 | 1891 | 1896 |
| ----- | ----- | ----- | ----- | ----- | ---- | ---- | ---- | ---- |
| 1 134 | 1 152 | 1 085 | 1 069 | 1 024 | 940  | 893  | 851  | 807  |

| 1901 | 1906 | 1911 | 1921 | 1926 | 1931 | 1936 | 1946 | 1954 |
| ---- | ---- | ---- | ---- | ---- | ---- | ---- | ---- | ---- |
| 791  | 759  | 762  | 655  | 644  | 577  | 548  | 549  | 583  |

| 1962 | 1968 | 1975 | 1982 | 1990 | 1999 | 2006 | 2008 | 2013 |
| ---- | ---- | ---- | ---- | ---- | ---- | ---- | ---- | ---- |
| 633  | 586  | 594  | 578  | 587  | 581  | 653  | 673  | 713  |

| 2018 | 2022 | - | - | - | - | - | - | - |
| ---- | ---- | - | - | - | - | - | - | - |
| 662  | 655  | - | - | - | - | - | - | - |

#### Pyramide des âges
La population de la commune est relativement jeune.
En 2018, le taux de personnes d'un âge inférieur à 30 ans s'élève à 34,1 %, soit en dessous de la moyenne départementale (39,5 %). À l'inverse, le taux de personnes d'âge supérieur à 60 ans est de 22,7 % la même année, alors qu'il est de 22,5 % au niveau départemental.
En 2018, la commune comptait 325 hommes pour 337 femmes, soit un taux de 50,91 % de femmes, légèrement inférieur au taux départemental (51,77 %).
Les pyramides des âges de la commune et du département s'établissent comme suit.
| Hommes | Classe d’âge | Femmes |
| ------ | ------------ | ------ |
| 0,0    | 90 ou +      | 0,9    |
| 4,3    | 75-89 ans    | 7,1    |
| 16,0   | 60-74 ans    | 16,9   |
| 23,1   | 45-59 ans    | 20,8   |
| 20,9   | 30-44 ans    | 21,7   |
| 14,8   | 15-29 ans    | 12,5   |
| 20,9   | 0-14 ans     | 20,2   |

| Hommes | Classe d’âge | Femmes |
| ------ | ------------ | ------ |
| 0,5    | 90 ou +      | 1,4    |
| 5,3    | 75-89 ans    | 8,1    |
| 14,8   | 60-74 ans    | 16,2   |
| 19,1   | 45-59 ans    | 18,4   |
| 19,5   | 30-44 ans    | 18,7   |
| 20,7   | 15-29 ans    | 19,1   |
| 20,2   | 0-14 ans     | 18     |

## Lieux et monuments
- L'église Saint-Achard du XVIIIe siècle, avec un Christ du XVIe siècle, deux statues du XVIIIe siècle et une cloche inscrits à l'inventaire du patrimoine ; le presbytère de 1820.
- Le château du XVIIIe siècle et son portail.
- Plusieurs maisons et fermes inscrits pour leur architecture.
- Trois calvaires et 15 chapelles-oratoires ont été répertoriés sur le territoire de la commune.
- Le monument aux morts, type Le Poilu, un des trois types dans le canton, les autres types sont le stèle couronné d'un coq et celui couronné d'une pyramide.
- Le cimetière communal d'Obies héberge 6 tombes de guerre du Commonwealth War Graves Commission de soldats tombés à la libération en novembre 1918[29].

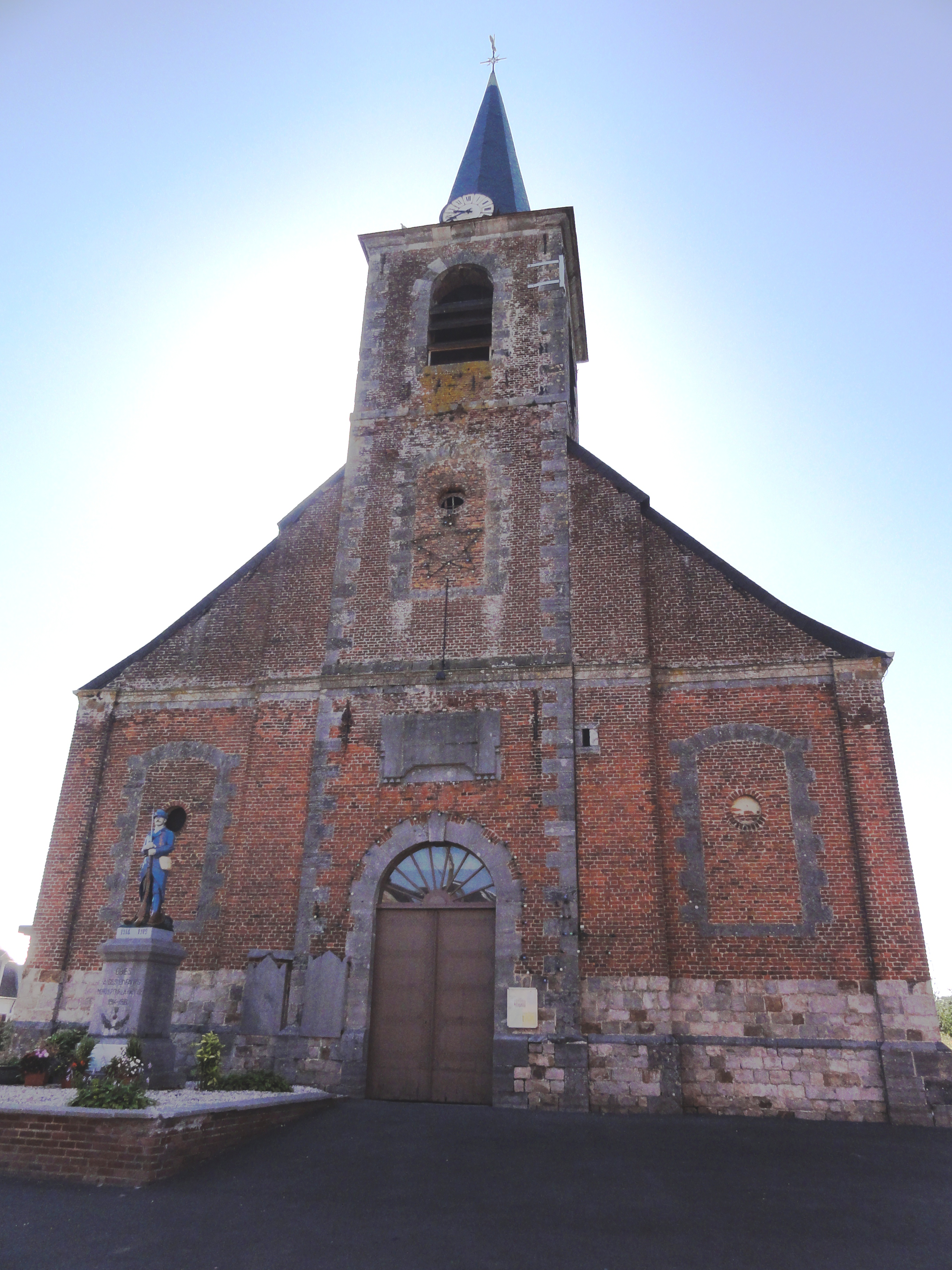
L'église.
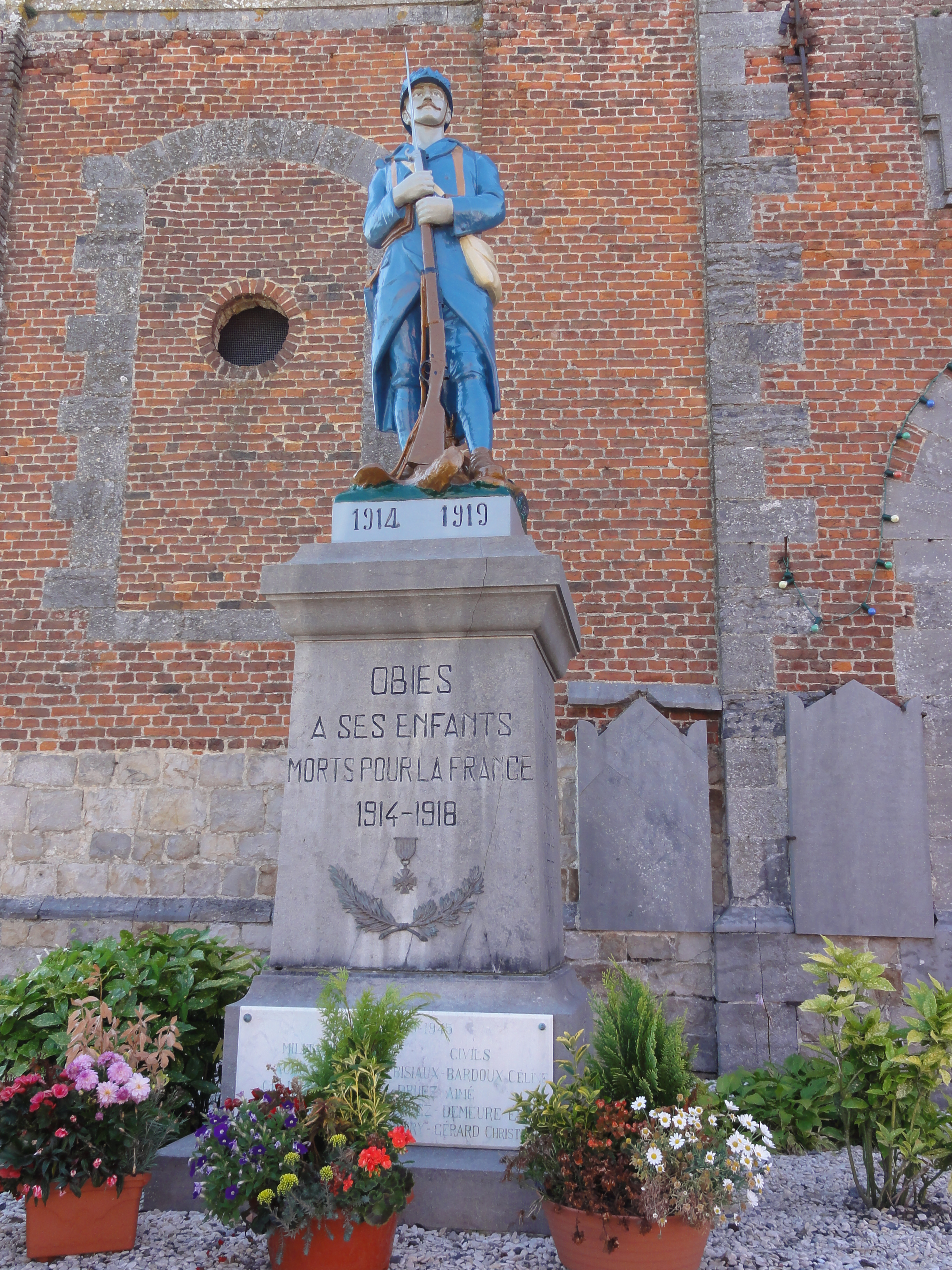
Le monument aux morts.
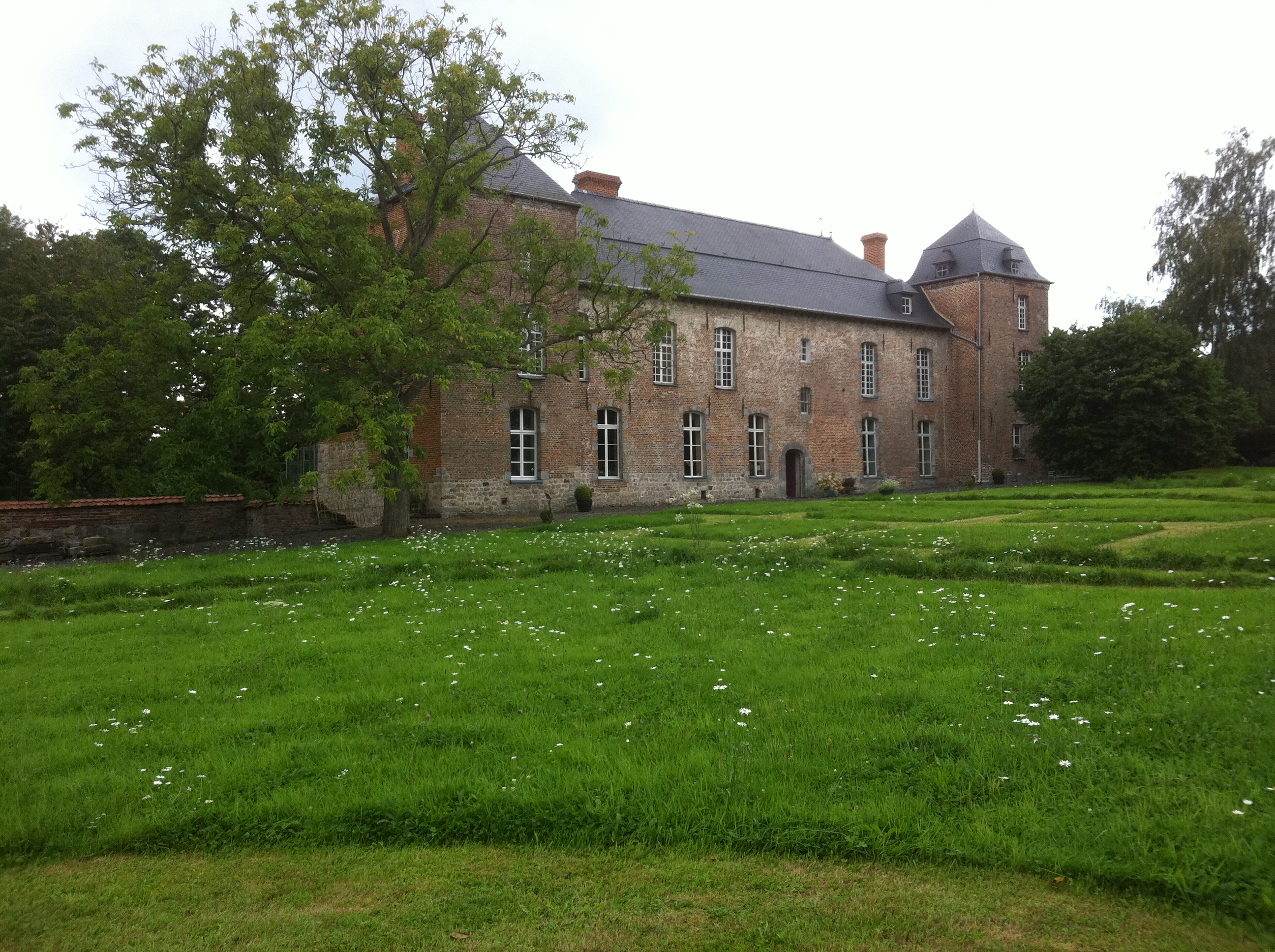
Le château.
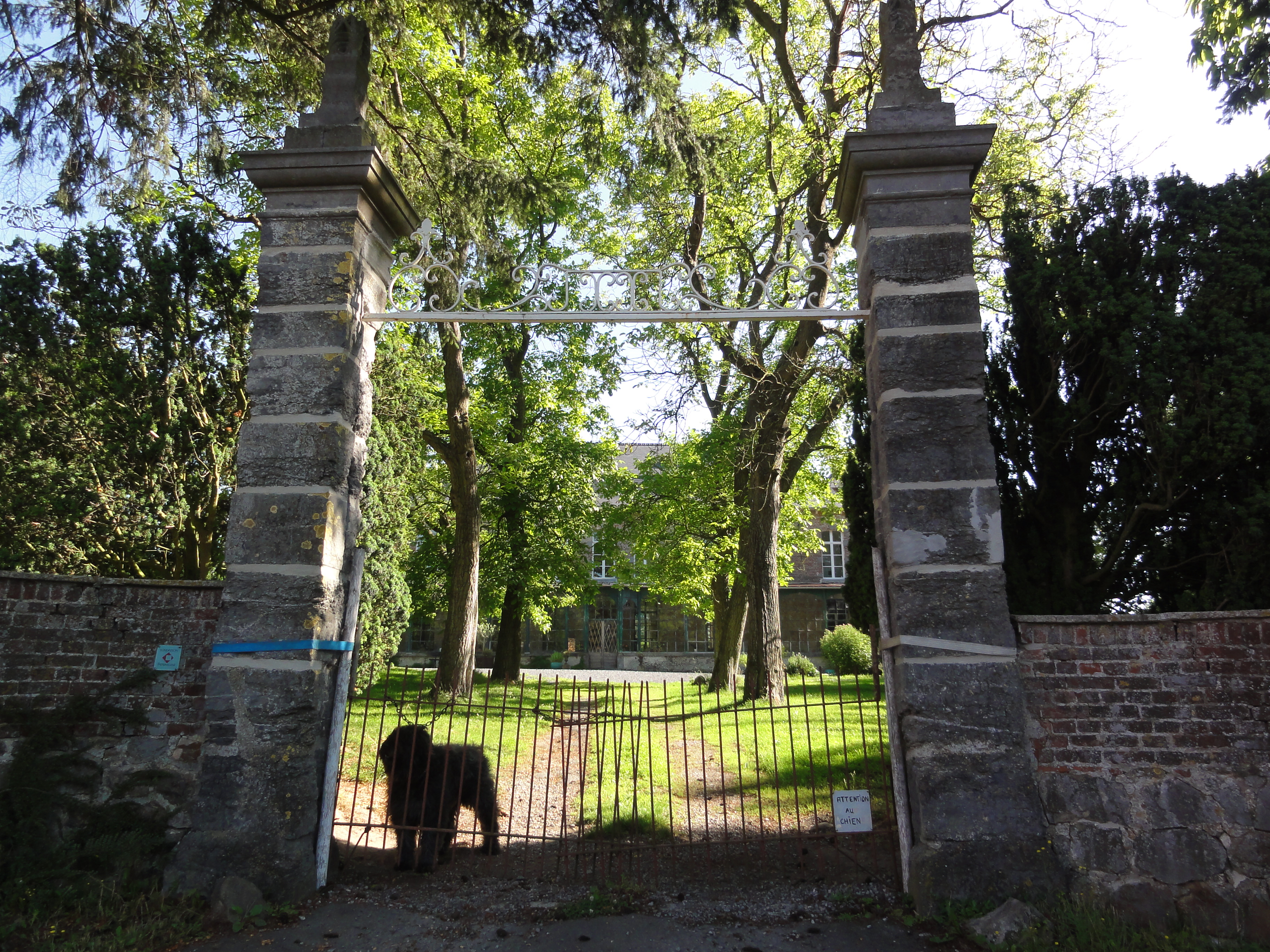
Le portail du château.
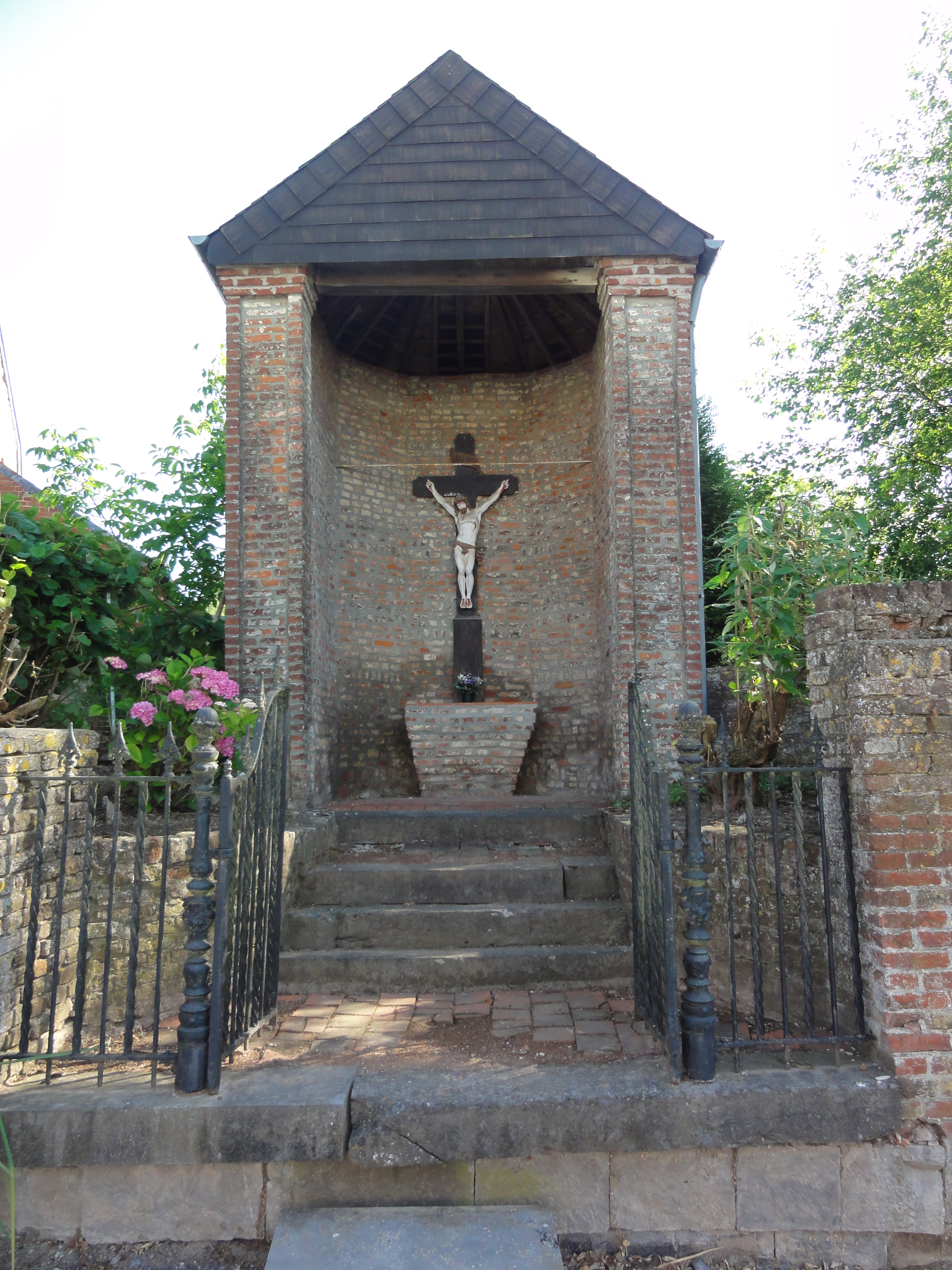
Calvaire.
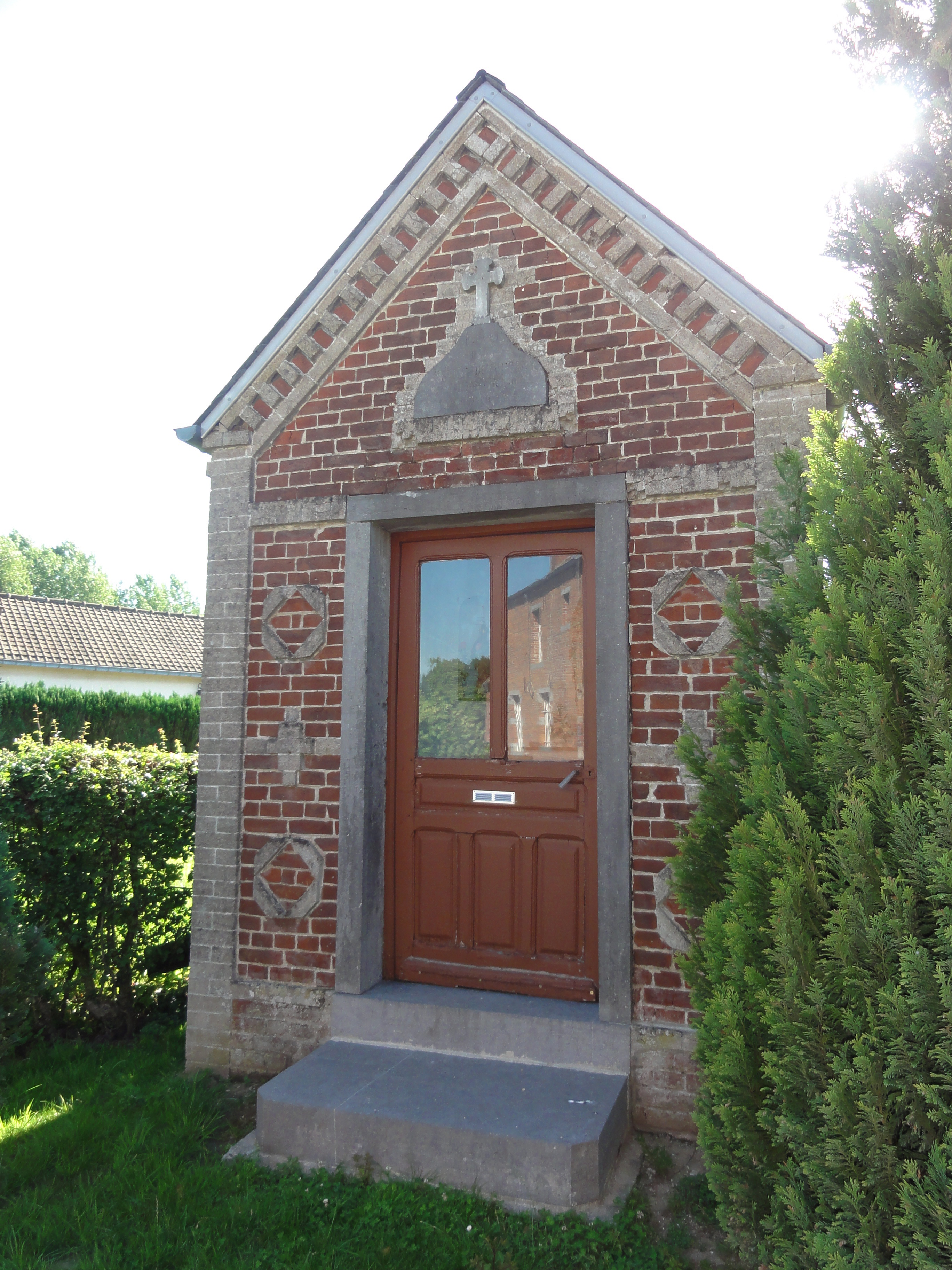
Chapelle rue d'En Bas.
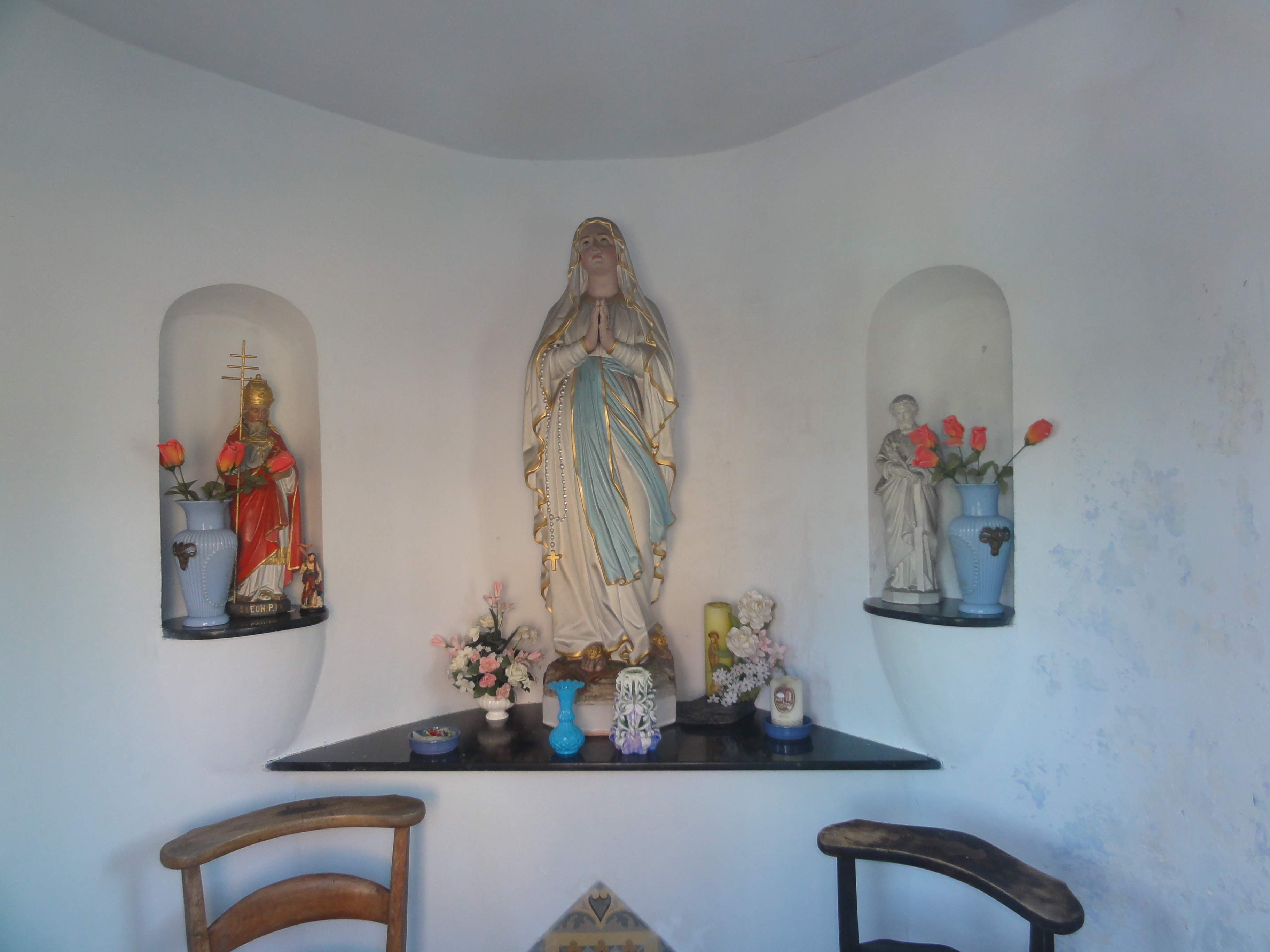
Chapelle rue d'En Bas, intérieur.

## Personnalités liées à la commune
- Nicolas Alhant (d) (1820-1896), conseiller municipal de Lille, est né à Obies.

## Pour approfondir